# Ignacio Aldecoa
José Ignacio de Aldecoa Isasi (Vitoria, 24 de julio de 1925-Madrid, 15 de noviembre de 1969) fue un escritor español, autor de novelas y poesía, destacando como autor de relatos cortos. Trabajador «serio», llegando a pecar de virtuosismo en opinión de Max Aub, recibió el premio de la Crítica en 1958. Su muerte a los 44 años de edad no mermó sin embargo la importancia de su figura en el contexto del nuevo realismo de la narrativa de los años 50 en España.

## Biografía
José Ignacio de Aldecoa e Isasi nació el 24 de julio de 1925 en Vitoria, en una familia de la burguesía de la capital alavesa. Fue hijo de Simón de Aldecoa y Arbulo y de María Carmen Isasi y Pedruzo. Fue sobrino del pintor Adrián Aldecoa.
Estudió bachillerato en el colegio de los Marianistas de Vitoria y en 1942 se marchó para estudiar Filosofía y Letras en la Universidad de Salamanca, donde coincidiría con Carmen Martín Gaite, compañera de generación, y donde a pesar de dedicarse más a la vida de tuno que al estudio, aprobó los primeros años de comunes. En 1945 se trasladó a Madrid para completar sus estudios y se matriculó en la especialidad de Historia de América. Huésped en una pensión del centro de la ciudad (la Pensión Garde de los ‘postistas’), comenzó a frecuentar las tertulias literarias de los cafés Gijón y Lion entre otros, donde conocería a otros escritores de la llamada “Generación de los 50”: Rafael Sánchez Ferlosio, Jesús Fernández Santos, Alfonso Sastre, Josefina Rodríguez y José María de Quinto; y coquetearía con los integrantes del postismo.
Empezó publicando libros de poesía (Todavía la vida, en 1947, y Libro de las algas, en 1949); en ese periodo entabla relación con Josefina Rodríguez, con la que se casa en 1952. Antes, en 1948 había publicado su primer cuento, La farándula de la media legua, y en 1953, "Seguir de pobres" obtuvo el premio de la revista Juventud; un año después publicaría su primera novela El fulgor y la sangre, una historia sobre cinco esposas de guardias civiles, para la que el escritor hizo un recorrido por pueblos perdidos de España acompañado de Fernández Santos, y que resultaría finalista del Premio Planeta. 
Hacia 1955 se unió al proyecto de la Revista Española, en la que participarían muchos de los escritores importantes de la Generación del medio siglo, y que dirigía Antonio Rodríguez Moñino y sus habituales de la tertulia del Café Lion. En 1958 viajó a los Estados Unidos, donde estuvo durante un año.
Aldecoa, aficionado a los toros y el boxeo, enamorado del mar a pesar de ser vasco de tierra adentro, y recordado por varios de sus amigos y biógrafos como un vitalista, incansable fumador y bebedor, murió de un paro cardiaco, víctima de una úlcera de estómago a los cuarenta y cuatro años de edad.

## Estilo y contexto histórico
El conjunto de su obra narrativa sigue la corriente neorrealista, iniciada en España en la década de 1950, abundando en la visión literaria de los desfavorecidos y desamparados. Adaptó el riguroso realismo anglosajón a la literatura española, de forma que sus cuentos poseen el sabor de una experiencia realmente sentida y vivida, gracias a sus agudas dotes de observador y a su gran contenido humano. Casi siempre escoge a gente humilde cuya cotidianeidad expone con ternura, dejando que el contenido social se deduzca naturalmente de la humanidad de su propia visión.
Algunas obras suyas fueron adaptadas al cine y televisión con guiones firmados por él mismo (Young Sánchez, Quería dormir en paz...) o por otros autores (Los pájaros de Baden-Baden, Con el viento solano...) y también escribió guiones originales para esos medios como en el caso del ‘biopic’ Gayarre o del documental El pequeño río Manzanares.

## Valoración e influencia posterior
José Luis García Sánchez afirmó sobre el escritor, lamentando su prematura muerte: «Hubiera sido imprescindible para el cine».
Fernando Arrojo, en la introducción a una de sus novelas, vaticinaba: «Te ha tocado, al estilo de Stendhal, jugar un billete de lotería para la posteridad».
El propio Aldecoa, poco antes de quedar fuera de juego por infarto fulminante, estaba escribiendo Años de crisálida, un ensayo sobre el cambio personal e histórico de su generación, que le serviría de epitafio: «Hemos vivido inmersos en unos años de crisálida».
Para los críticos Fernando Valls y Sergi Bellver, la influencia de Aldecoa se deja sentir en importantes escritores de varias generaciones, como José María Merino, Luis Mateo Díez, Manuel Longares, Julia Otxoa, Fernando Aramburu, Iban Zaldua, Elvira Navarro, Óscar Esquivias y Pablo Andrés Escapa.

## Obras

### Poesía
- Todavía la vida (1947)
- Libro de las algas (1949)

### Novela
Al parecer, Aldecoa proyectaba construir tres trilogías, una dedicada a la gente de mar, otra al trabajo en la mina y una tercera mixtificando el mundo de los guardias civiles, los gitanos y los toreros.
- El fulgor y la sangre (1954), finalista del Premio Planeta (1954)
- Gran Sol, premio de la Crítica (1958)
- Con el viento solano (1956)
- Parte de una historia (1967)
- Los bienaventurados
- Solar del Paraíso

### Colecciones de relatos
Para una consulta más completa de los cuentos de Aldecoa existen dos ediciones modélicas, la recopilación que Alicia Bleiberg hizo en 1971, publicada en el libro de bolsillo de Alianza Editorial con el título Cuentos completos (dos tomos), y la editada por Rafael Conte en 1995 como Cuentos completos (1949-1969). Bleiberg, por su parte, además de construir un bastante completo orden cronológico, clasificó el conjunto de relatos de Aldecoa en ocho grupos temáticos: «Los oficios, La clase media, Los bajos fondos, El éxodo rural a la gran ciudad, Vidas extrañas, Los niños, La soledad de los viejos, y La abulia, el vacío de la gente acomodada». Se publicaron como colecciones o en antologías de narrativa breve:
- El aprendiz de cobrador (1951)
- Espera de tercera clase (1955)
- Vísperas del silencio (1955)
- El corazón y otros frutos amargos (1959)
- Caballo de pica (1961)
- Arqueología (1961)
- Cuaderno de Godo (1961)
- Neutral corner, colección de microrrelatos (1962)
- Pájaros y espantapájaros (1963)
- Los pájaros de Baden-Baden (1965)
- Santa Olaja de Acero (1968)
- La tierra de nadie y otros relatos (1955-1968)

## Adaptaciones cinematográficas
- Young Sánchez, dirigida por Mario Camus en 1963.
- Con el viento solano, dirigida por Mario Camus en 1965.
- Los pájaros de Baden-Baden, dirigida por Mario Camus en 1975.
- Gran Sol, dirigida por Ferrán Llagostera en 1989.

## Reconocimientos
Varios centros de educación llevan su nombre, así como la biblioteca pública y casa de cultura de su ciudad natal. Asimismo, de forma anual, se convoca el Concurso de cuentos "Ignacio Aldecoa".